# Жедна
Жедна е село в Западна България. То се намира в община Радомир, област Перник.

## География
Село Жедна попада в района на Южнокраищенската подобласт на Краищенска област. Разположено е в южния край на обширното Радомирско поле по северния склон на Гологлавските възвишения от Конявско-Милевската планинска редица. От югозапад се издига ридът Колош. Селото е разположено в началото на прохода през Конявска планина за град Бобов дол. Землището на селото граничи със землищата на: от север – Негованци и Бобораци; от изток – Касилак; от запад – Житуша; от юг – Бабино, Голяма Фуча и Бобов дол. Надморската височина на селото е около 700 м. Площта на селото възлиза на 10.417 кв. км (данни от НСИ).
През селото се пресичат пътищата Радомир – Бобов дол и Извор – Долна Диканя. По тази причина транспортът е много добре организиран. Автобуси с направление Жедна-София заминават три пъти дневно. Разстоянието до София по най-късия път е около 52 км.
Зимата е студена, а лятото прохладно. Поради постоянна циркулация на въздушни маси през дефилето за Бобов дол, климатът е много благоприятен за лечение на болни от астма и други дихателни заболявания. Селото е годно за климатично лечение, което е доказано с изследвания на въздушните маси в миналото.
Селото е водоснабдено от 1958 г. и електрифицирано от 1946 г. Изградени са напоителна и отводнителна системи на земи, които не се експлоатират.
Почвите в района са предимно чернозем-смолници, горски почви, а в близост до речните долини и алувиално-ливадни. Горите са дъбови и борови (изкуствено залесени).
В землището на селото има залежи от кафяви въглища, които се експлоатираха от рудник „Иван Русев“ към Бобовдолския минен басейн.

## Административно деление и население
В административно отношение село Жедна попада в пределите на община Радомир, Пернишка област. От Освобождението 1878 година до 1934 година.
Жедна е център на община. Към нея в различни комбинации спадат селата Житуша, Негованци, Касилаг и Канджулица (Александър Димитров).
Населението на селото наброява 112 жители (към 01/01/2007 – НСИ). Демографската криза и отрицателният естествен прираст определят сравнително бързите темпове на намаляване на населението. Според преброяване през 1880 г. броят на населението на селото е 635 души. През 1910 г. неговия брой възлиза на 899 души, а 10 години по-късно 884 души. Започва трайна тенденция на намаляване на населението и през 1956 г. неговия брой е 601 души, а през 2001 г. – 120 души.

## История
Възрастта на селото е над 800 години. За пръв път се споменава в турски документ от 1446 година като тимар на Япуджак. През 1570 година в селото живеят 105 семейства, населението наброява над 600 жители и е хас на Кюстендилския санджакбей. Наред с Радомир, Червена могила, Диканите, Дрен, Друган, Кондофрей и Върба е едно от най-старите селища в Радомирско. Съществувало е и по времето на Втората Българска държава.
По-големи подробности относно историята на Жедна може да прочетете в книгата на краеведа Георги Стоянов През вековете до днес-800 години село Жедна, Радомирско.

## Религии
Религията е изцяло източноправославно християнство.

## Население
Населението е съставено само от етнически българи.
В селото никога не са живели турци, татари, черкези или цигани.

## Културни и природни забележителности
- Църквата „Св. Димитрий Мироточец“.

Мястото, където е построена църквата е дарение от рода Джаферови. За изграждането и е взето специално разрешение от турските власти. Ограничения за нейната големина не е имало, защото в селото няма джамия-конкурент. Църквата е построена с доброволния труд на населението. Строители са двамата братя майстори Стойо и Нове Любенови Йовичкови. На входната врата стои надпис: „1862 майстор Стойо с. Жедна. Помени Господи мене грешния майстор на църкви съграждани в царството на султан Абдул“. Църквата е открита през 1862 г. След 1961 г. църквата се обслужва от свещеника на село Кленовик. През 1979 г. църквата е обявена за художествен паметник на културата, но се нуждае от укрепване и основна реконструкция. Необходимо е подновяване на стенописите. Стенописите са изографисани от Димитър Молеров-представител на Банската художествена школа. Църквата е единствена в Радомирско изографисана от този зограф.
През 2014 година с доброволни дарения е построена красива селска чешма. Направен е и основен ремонт и конструктивно укрепване на църквата с пари от митрополията. Построи се и стопанска сграда към църквата, където се правят курбаните на Спасовден и Димитровден. В гробищния парк се извисява вековен дъб, чиято възраст се определя над 300 години. Обиколката на дънера е 4,70 метра.

## Редовни събития
Всяка година на Спасовден и Димитровден се правят курбани първата събота на месец юни се провежда традиционният селски събор

## Загиналите за свободата и обединението на Родината жители

### Междусъюзническата война 1913 г.
- Редник Алекси Кръстев Яньов загинал в пл. Беласица Македония
- Мл.подофицер Миле Митев Чатрафилски загинал гр. Дойран Македония
- Редник Атанас Пенев Бундев загинал село Белица Македония
- Редник Милан Костов Ненков загинал село Орляк Македония
- Мл.подофицер Симеон Наков Карамазов село Орляк Македония
- Редник Пейчо Алексов Богданински град Дойран Македония
- Фелдфебел Георги Милев Коларски село Злетово Македония
- Редник Пане Тренев Богданински село Калиманци Македония
- Свещеник Петър Янакиев около град Солун Македония
- Мл. подофицер Костадин Милев Коларски град Горна Джумая Македония
- Редник Лазар Алексов Стефанов остров Трикири Гърция
- Редник Яне Ризов Дупкин град Горна Джумая Македония
- Мл.подофицер Тоне Тренев село Църварица Кюстендилско

### Първа световна война 1915 – 1918 г.
- Редник Испиридон Начев Мачков село Махле чифлик Македония
- Свещеник Владимир Богоев Новаков планина Бигла Македония
- Редник Миле Наков Недялков село Мирзен Македония
- Редник Иван Василев Богданински село Неволен Македония
- Мл.подофицер Тодор Тренев Аврамов село Възвище Македония
- Ст.подофицер Серафим Стоянов Танев град Прилеп Македония
- Мл.подофицер Иван Василев Чачов Град Неготин Македония
- Редник Костадин Велев Раковски село Криволак Македония
- Ефрейтор Младен Здравков Лисичев село Криволак Македония
- Редник Кирил Костадинов Папазов връх Висок камък Македония
- Редник Глигор Симеонов Агин село Махле чифлик Македония
- Редник Илия Стоилов Чернев село Клисели Македония
- Фелдфебел Кръсто Христов Лисичев град Тутракан Добруджа
- Фелдфебел Иван Алексов Стефанов връх Голош Македония
- Редник Никола Алексов Стефанов Македония
- Редник Йордан Станоев Дупкин село Радуково Македония
- Редник Рангел Миленов Тасов Македония
- Редник Яне Гонев Петрунов град Кюстендил
- Редник Милан Тренев Лазов Македония

### Втора Световна война 1944 – 1945 г.
- Подофицер Димитър Иванов Васев село Преполац Сърбия
- Редник Иван Миланов Вражев Драва Соболч Унгария
- Подофицер Владимир Миланов Мачков село Ново село Сърбия
- Редник Аспарух Кръстев Радков град Сурдулица Сърбия
- Подофицер Серафим Крумов Станков ранен в Сърбия умира в дома си
- Редник Борис Рангелов Тасов ранен в Сърбия умира в болница

### Гражданска война 1941 – 1944 г.
- Пане Стоимиров Банков народен представител
- Георги Бундев кметски наместник
- Васил Митев Рамански търговец
- Стоилко Китов горски стражар
- Илия Цветанов главен учител
- Емил Цветанов студент
- Милан Качов партизанин от село Друган

След 9 септември 1944 г. в местността „Старата чешма“ има масов гроб, в който са избити без съд и присъда много бивши полицаи и други.
С доброволни средства и труд в селото е изграден паметник на загиналите във войните.